# Charles Livingstone
Pour les articles homonymes, voir Livingstone (homonymie).
Charles Livingstone, né le 28 février 1821 à Blantyre et mort le 28 octobre 1873 près de Lagos, est un explorateur, missionnaire et administrateur américain d'origine britannique.
Il est le frère de David Livingstone.

## Biographie
Charles Livingstone gagne les États-Unis en 1839 pour y étudier et devient en 1847 prêcheur congrégationaliste. Il obtient en 1856 la nationalité américaine.
De 1858 à 1863, il participe aux expéditions de reconnaissance du bassin du Zambèze de son frère David. Rentré épuisé en Europe, il devient consul du Royaume-Uni à Fernando Poo en 1864 puis à Biafra de 1864 à 1873 mais meurt de la malaria près de Lagos (actuel Nigeria).
Il est l'auteur avec son frère de Narrative of an Expedition to the Zambesi (1866).